# ميك كلارك (لاعب دوري الرغبي)
ميك كلارك (بالإنجليزية: Mick Clark)‏ هو لاعب دوري الرغبي بريطاني، ولد في 1936 في ليدز في المملكة المتحدة، وتوفي في 6 مارس 2015 بسبب مرض باركنسون.